# Maiac
Maiac (in russo Маяк) è un comune della Moldavia controllato dalla autoproclamata repubblica di Transnistria. È compreso nel distretto di Grigoriopol ed ha 1.200 abitanti (dato 2010).
Dista 13 km da Grigoriopol, lungo il confine con l'Ucraina.

## Storia
Nel XVI secolo il villaggio si chiamava Janyk Hisar e Majak Geczit.

## Media

### Radio
Il Centro radiotelevisivo della Transnistria (TRTC) si trova a Maiac. È un grande sito trasmittente per onde corte e medie, costruito negli anni tra il 1968 e il 1975. Copre un'area di 8,2 km2 (3,2 miglia quadrate) e alla fine degli anni '80 ospitava 20 trasmettitori. Nel 1997 due antenne - una da 350 metri (1100') l'altra da 250 metri (820') - dell'impianto utilizzato per la trasmissione delle onde medie sono crollati a causa del ghiaccio.
Nell'ottobre 2007 l'impresa unitaria russa Russian Television and Radio Networks ha acquisito il 100% delle azioni della TRTC per $ 3.314.388.
A partire dal 2021, veniva utilizzato come trasmettitore a onde medie per Vesti FM su 1413 kHz con 500 kW e Trans World Radio su 999 kHz (500 kW) e 1548 kHz (1000 kW), nonché per trasmissioni a onde corte su 9940, 11805, 11530 kHz principalmente per TWR. 
Dal 5 aprile 2022, probabilmente a causa del conflitto con l'Ucraina, le trasmissioni di Radio Rossii sono riprese in MW a 999 kHz, 24 ore al giorno tramite il trasmettitore da 1000 kW, che è facilmente ricevuto in tutta Europa, Nord Africa e parti dell'Asia, mentre i programmi della TWR destinati ai Balcani e all'Ungheria sono stati spostati su 1548 kHz..

Il trasmettitore a onde corte è stato segnalato come distrutto da diverse esplosioni, sullo sfondo dell'invasione russa della vicina Ucraina nel 2022.

- Galleria di immagini del sito trasmittente di Maiac vicino a Grigoriopol

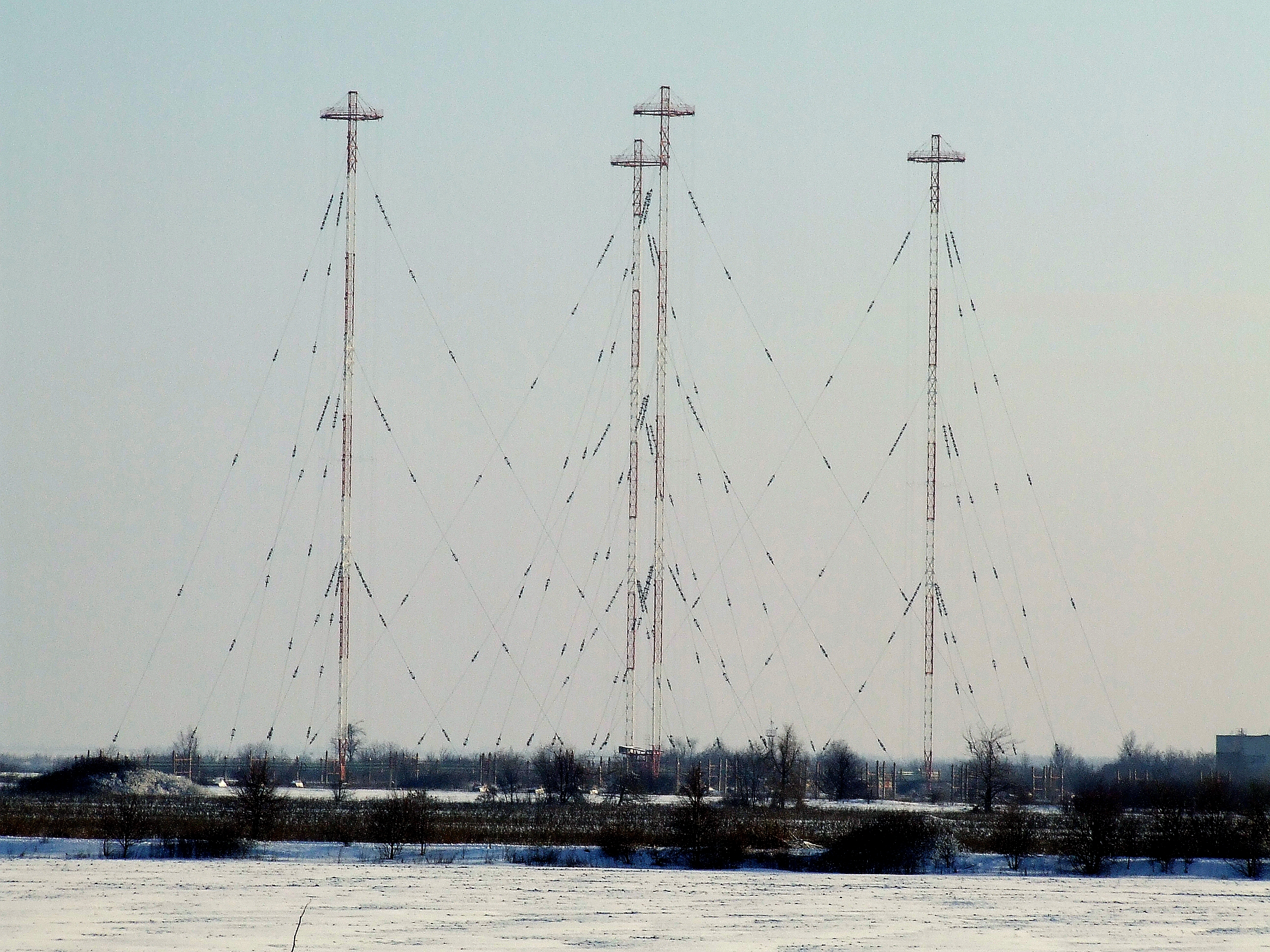
antenna onde medie
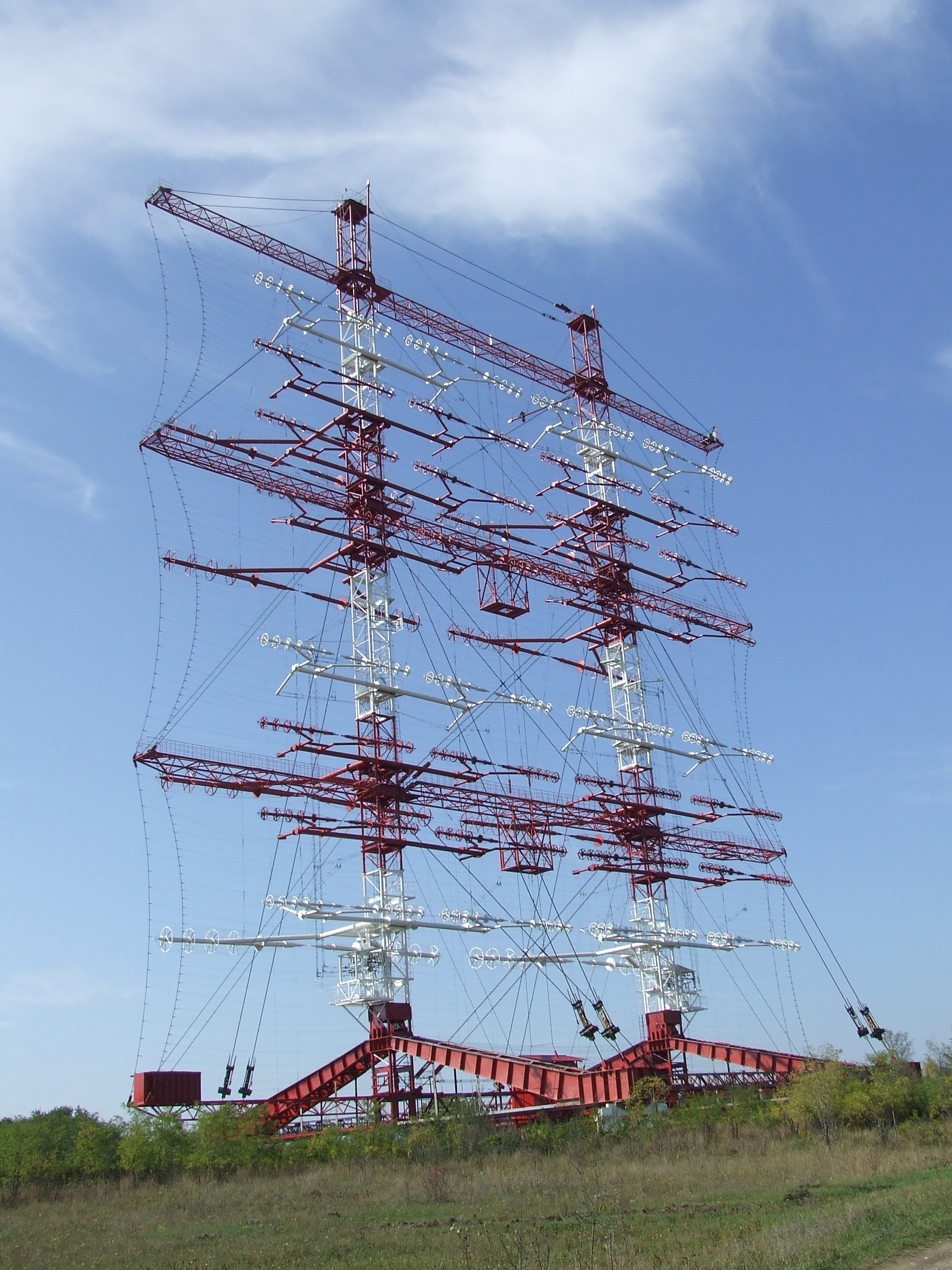
antenna rotante onde corte
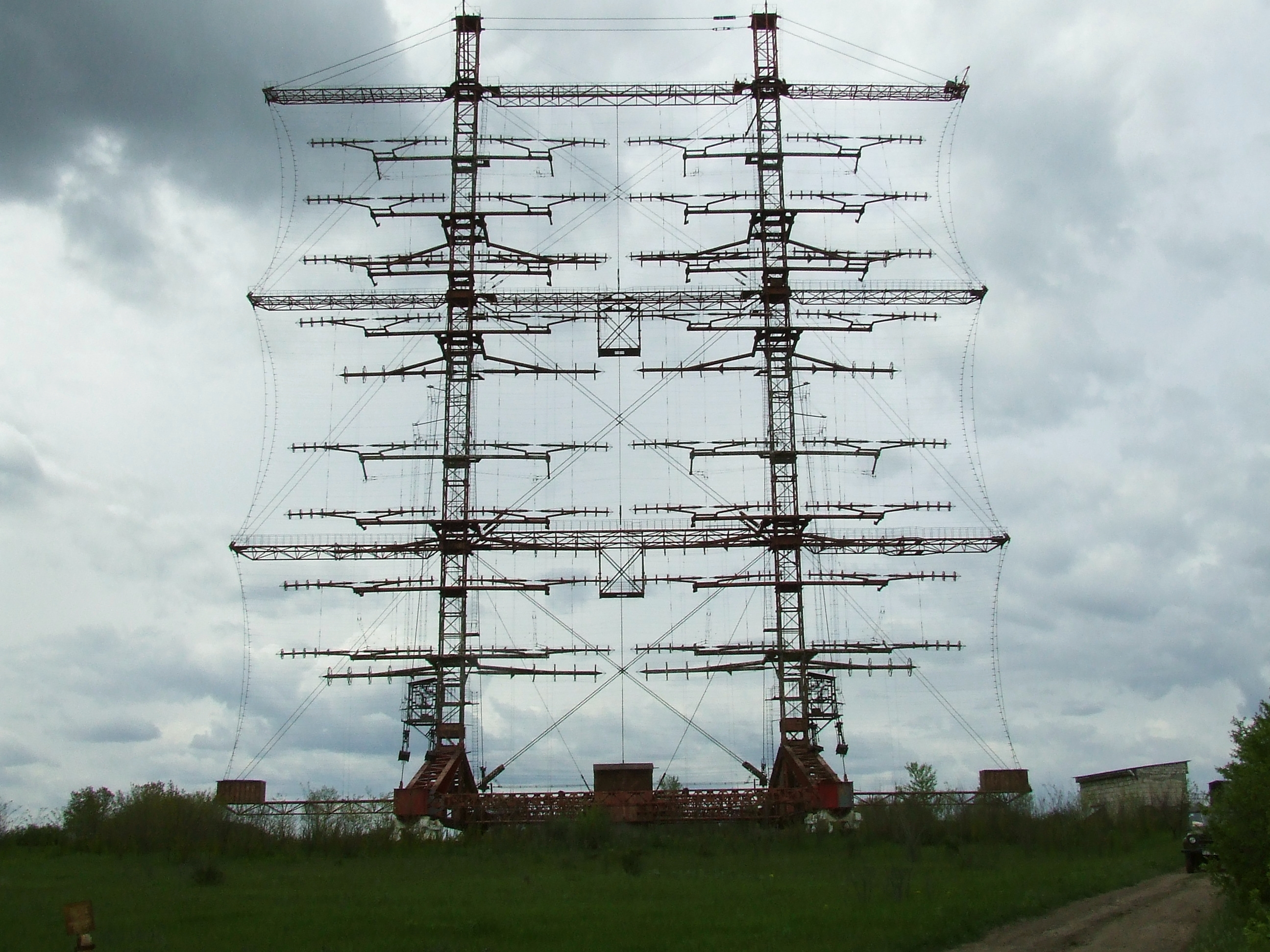
frontale antenna rotante onde corte (1 MW)
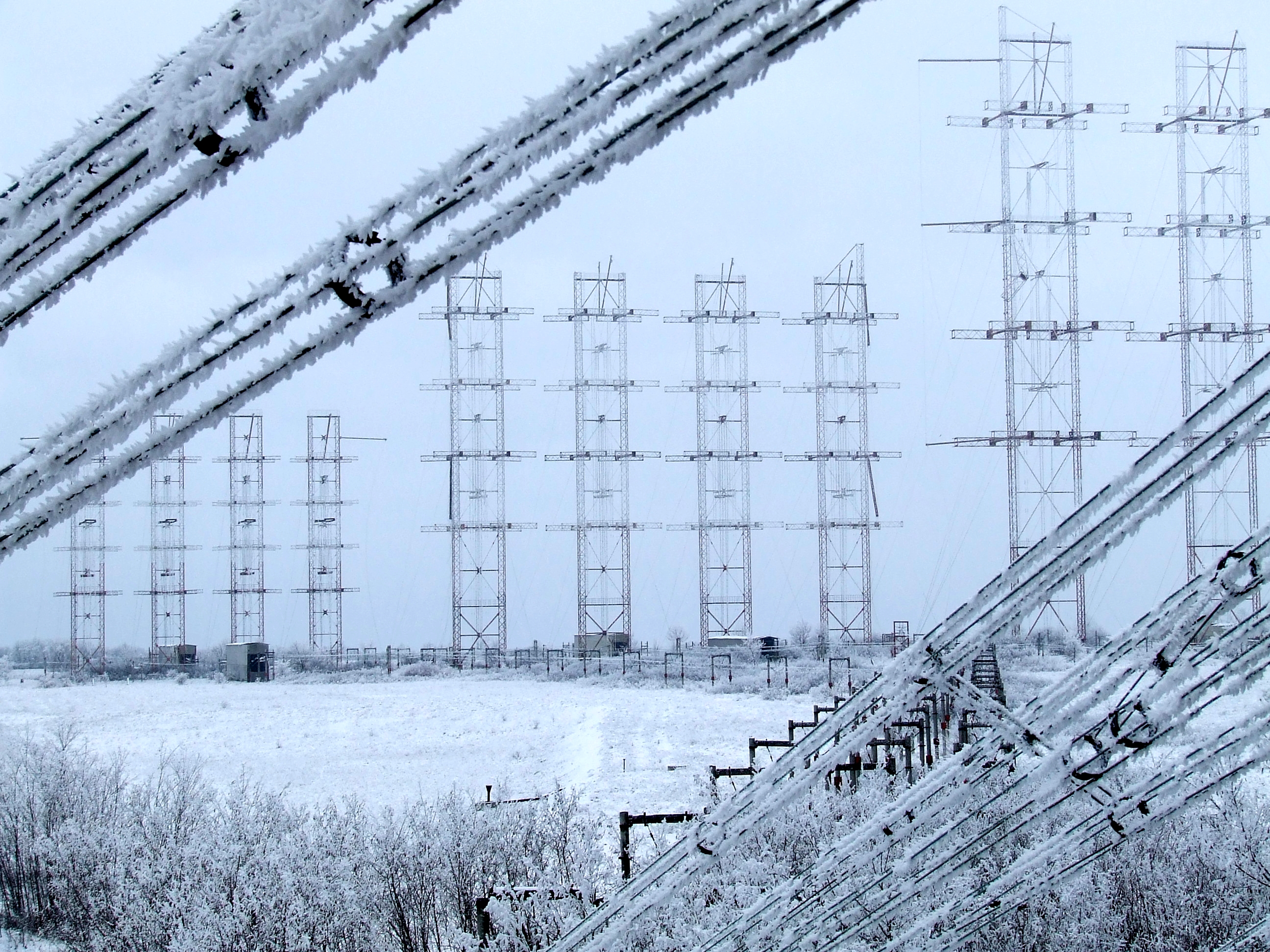
Sistema antenne onde corte